# Капелла Симона Киринеянина
Капе́лла Симона Киринеянина — капелла и место христианского паломничества в мусульманском квартале в Старом городе Иерусалима. Принадлежит ордену францисканцев. Находится на пятой остановке Крестного пути на Виа Долороза. Капелла построена на месте, где, предположительно, Симон Киринеянин начал помогать нести крест Иисусу Христу (Мф. 27:32). 
В 1229 году на этом месте была сооружена капелла, ставшая первым францисканским зданием в Иерусалиме. Существующая капелла была построена в 1895 году.

## Библейский эпизод
После того, как Иисус Христос был осуждён и подвергнут бичеванию, Его заставили нести крест. Согласно синоптическим Евангелиям, на пути к Голгофе римские солдаты заставили Симона Киринеянина нести крест Иисуса. Евангелие от Иоанна единственное из всех, кто не упоминает этот эпизод, но вместо этого подчёркивает ту часть путешествия, во время которой Иисус сам нёс крест. По преданию, капелла стоит недалеко от того места, где Симон пришёл на помощь Иисусу.

## История
До XV века это место считалось домом бедняка и почиталось как пятая остановка по этой причине; истории восходящей к притче о богаче и Лазаре. Рядом с предполагаемым домом бедняка находится арка над дорогой; дом на арке считался соответствующим дому богача. Однако дома, о которых идёт речь, относятся только к средневековью, и рассказ о богаче и Лазаре в настоящее время широко известен как притча.

## Архитектура
Часовня внутри довольно простая. Стены и сводчатый потолок выполнены из простого камня, а пол выложен мрамором. Надпись, помещённая на одном из архитравов капеллы, имеет надпись из Евангелие от Луки о Симоне: "[первая строка] Simoni — Cyrenaeo [вторая строка] Crux Imponitur", отсылающая к синоптическим событиям. В стороне от входной двери есть небольшая ниша, которая, согласно традиции, представляет собой место, где Иисус положил руку, чтобы оставаться в равновесии, пока Симон помогал ему.

## Споры
Идентификация этого места основана на убеждении, что тот участок римских каменных плит, обнаруженных под церковью Осуждения и монастырём сестёр Сиона, были местом, где располагался Лифостротон, или мостовая, где происходил суд Понтия Пилата над Иисусом Христом, как описывает Евангелие от Иоанна (Иоан. 19:13). Тройные арочные ворота, построенные Адрианом как вход на восточный форум Элии Капитолины, традиционно, но, как показывают археологические исследования ошибочно, считаются частью ворот крепости Антония, которая, возможно, была местом суда над Иисусом Христом. Вполне возможно, что после её разрушения брусчатку с мостовой крепости перевезли на площадь Адриана.
Как и Филон, Иосиф Флавий свидетельствует, что римские правители оставались во дворце Ирода, когда они были в Иерусалиме, они приводили свои приговоры в действие на мостовой непосредственно перед дворцом, и тех, кто был признан виновным, бичевали там; Иосиф Флавий указывает, что дворец Ирода находился на западном холме, и недавно (в 2001 году) дворец был вновь обнаружен под углом Иерусалимской цитадели около Яффских ворот. Некоторые археологи теперь делают вывод, что в I веке римские правители судили на западном холме, а не на территории вокруг церквей Осуждения и Бичевания, на противоположной стороне Старого города.